# ГЕС Tóngzǐlín
ГЕС Tóngzǐlín (桐子林水电站) — гідроелектростанція у центральній частині Китаю в провінції Сичуань. Знаходячись після ГЕС Ертань, становить нижній ступінь каскаду на річці Ялунцзян, великому лівому допливу Янцзи.
В межах проекту річку перекрили бетонною греблею висотою 67 метрів та довжиною 469 метрів, яка утримує водосховище з об'ємом 91,2 млн м3 та припустимим коливанням рівня води у операційному режимі між позначками 1012 та 1015 метрів НРМ.
Пригреблевий машинний зал обладнали чотирма турбінами типу Каплан  потужністю по 150 МВт, які використовують напір від 11,5 до 27,7 метра (номінальний напір 20 метрів) та забезпечують виробництво 2975 млн кВт-год електроенергії на рік.
Видача продукції відбувається по ЛЕП, розрахованій на роботу під напругою 220 кВ.